# Iglesia de San Andrés (Roma)

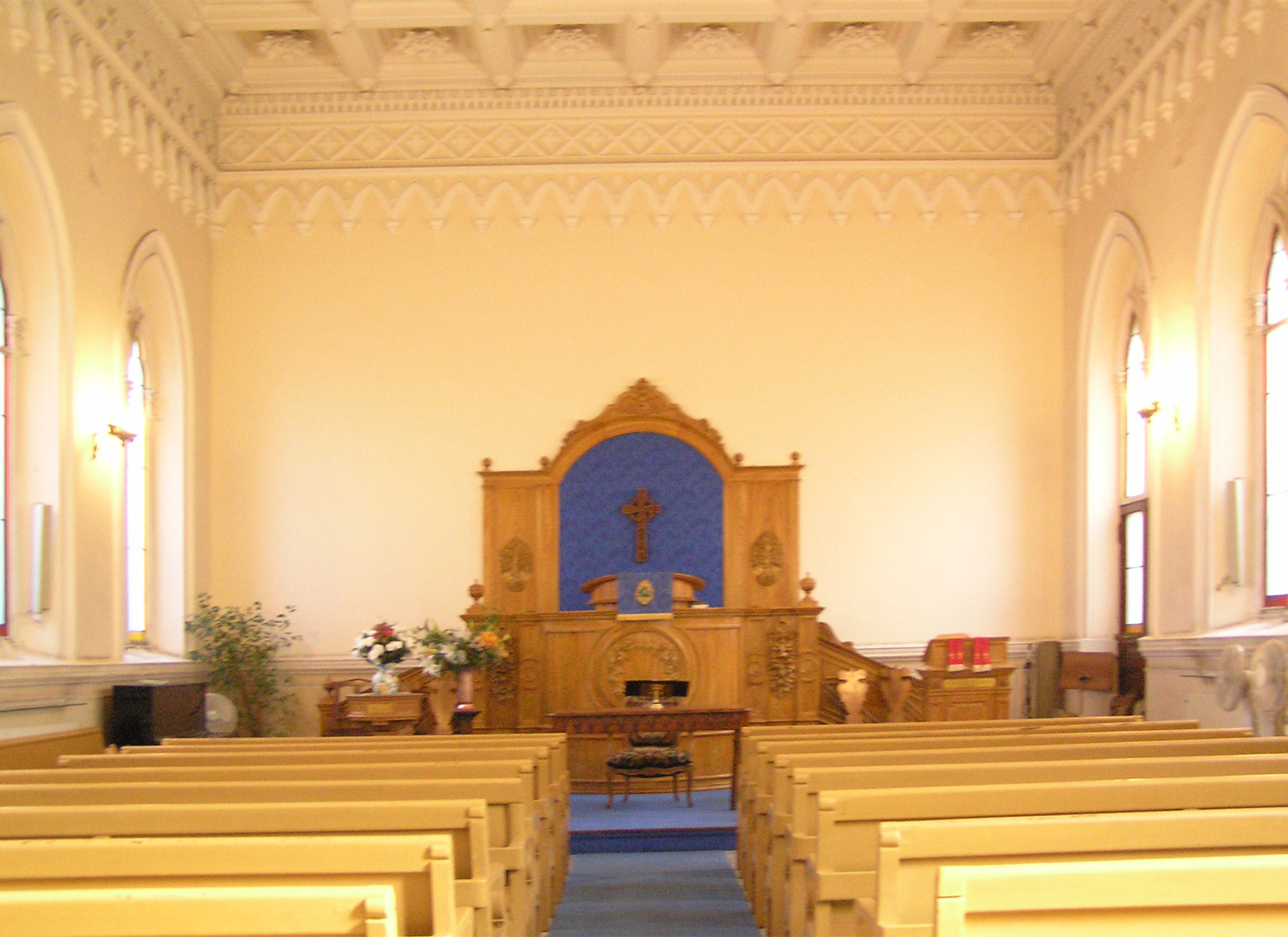
Iglesia de San Andrés, Roma: interior, mostrando el púlpito central

La iglesia de San Andrés es una congregación de la Iglesia de Escocia en Roma, Italia, perteneciente al Presbiterio de Europa de la Iglesia. El actual ministro es el reverendo William B. McCulloch.
La congregación comenzó a principios de la década de 1860 con un pequeño grupo de escoceses y estadounidenses presbiterianos que se encontraban en el barrio de las escaleras de la plaza de España. Se abrió un primer edificio en 1871 cerca de Porta Flaminia. El edificio actual, a medio camino entre la plaza de la República y el palacio del Quirinal, fue inaugurado a principios de 1885.
La licencia urbanística fue concedida sólo con la condición de que el edificio no debería parecer una iglesia desde afuera. De ahí que la arquitectura sea similar a la de varios edificios ministeriales del gobierno italiano en la misma calle. El edificio se encuentra un poco retranqueado en relación con la calle, con un patio delantero cerrado, y construido en cuatro niveles. La iglesia en sí ocupa toda la planta baja, por encima hay oficinas y una amplia terraza en el tejado con vistas sobre la Ciudad del Vaticano.
La arquitectura interior de la iglesia refleja la antigua tradición presbiteriana, con un púlpito central y un mínimo de decoración. Un memorial a los escoceses que cayeron en la campaña italiana de la SGM tienen un lugar destacado.